# انیپتال
شهر انیپتال در ایالت نوردراین-وستفالن در کشور آلمان واقع شده است.